# Ceratrimeria
Genre
Ceratrimeria est un genre de collemboles de la famille des Neanuridae.

## Distribution
Les espèces de ce genre se rencontrent en Asie et en Océanie.

## Liste des espèces
Selon Checklist of the Collembola of the World (version du 28 octobre 2019) :
- Ceratrimeria aurea Salmon, 1944
- Ceratrimeria crassa (Oudemans, 1890)
- Ceratrimeria harrisi Salmon, 1942
- Ceratrimeria indica (Handschin, 1929)
- Ceratrimeria longicornis Handschin, 1926
- Ceratrimeria lydiae Najt & Weiner, 1991
- Ceratrimeria maxima (Schött, 1901)
- Ceratrimeria novaezealandiae (Womersley, 1936)
- Ceratrimeria pulchella Handschin, 1926
- Ceratrimeria takaoensis (Kinoshita, 1916)
- Ceratrimeria yasumatsui (Uchida, 1950)

## Publication originale
- (de) Börner, 1906. Das System der Collembolen nebst Beschreibung neuer Collembolen des Hamburger Naturhistorischen Museums. Jahrbuch der Hamburgischen Wissenschaftlichen Anstalten, vol. 23, no 2, p. 147-186 (texte intégral).
- (en) Womersley H., 1936. On the distribution of the Collembola of the genus Ceratrimeria Börner, with special reference to the Tasmanian and New Zealand species described by Sir John Lubbock in 1899. Proceedings Linnean Society London, Volume 148, Issue 2, March 1936, Page 82, DOI 10.1111/j.1095-8312.1936.tb00096.x.
- (en) Womersley H., 1940. A new species of Ceratrimeria (Collembola) from Tasmania. Transactions of the Royal Society of South Australia, vol. 64, no 1, p. 137-138 (texte intégral).